# Thomson-Brandt
La Compagnie française Thomson-Houston-Hotchkiss-Brandt – abbreviata in Thomson-Brandt – è stata un'azienda francese conglomerata di elettrodomestici, elettronica di consumo, elettronica professionale, elettronica militare, veicoli militari e armi.

## Storia
La società nasce nel 1966, dalla fusione della Compagnie française Thomson-Houston (CFTH) e della Hotchkiss-Brandt; quest'ultima era stata creata nel dicembre 1956 dalla fusione di Hotchkiss-Delahaye e Brandt.
Nel 1967, Thomson-Brandt si fonde con la CSF per creare una grande azienda francese di elettronica, dotata di una larga gamma di prodotti, di tecniche e di competenze.
Nel 1968, la Thomson-CSF è creata separando, da Thomson-Brandt, la divisione di elettronica professionale Thomson-Brandt fusa con la Compagnie générale de la télégraphie sans fil (CSF).
La Thomson-Brandt si riconcentra quindi sugli elettrodomestici (con il marchio Brandt) e sull'elettronica di consumo (con il marchio Thomson).
Nel 1973 è creata la società Thomson Grand Public (TGP), per l'elettronica di consumo, e nel 1979 la Thomson Electroménager (TEM), per gli elettrodomestici.
Nel 1981 è decisa la fusione di Thomson-Brandt e di Thomson-CSF; nel 1982 le due aziende vengono nazionalizzate; e nel 1883 Thomson-Brandt e Thomson-CSF diventano due filiali (al 100%) della holding "Thomson SA".
Nel 1983, la denominazione Thomson Grand Public (TGP) subentra a Thomson-Brandt.
Nel 1984 è creata la Thomson Brandt Armements a La Ferté-Saint-Aubin, diventata in seguito "TDA ARMEMENTS SAS" ed appartenente a Thales. La TDA ARMEMENTS è un'azienda produttrice di armamenti e munizioni, basata sempre a La Ferté-Saint-Aubin, negli stabilimenti che furono della Brandt ed è l'ereditiera dell'azienda fondata da Edgar Brandt.
Nel 1988, Thomson completa l'acquisisione delle attività di elettronica di consumo  di RCA e di General Electric, creando la Thomson Consumer Electronics (TCE). Così "Thomson Grand Public" (TGP) diventa "Thomson Consumer Electronics" (TCE).
Nel 1992, il governo francese autorizza con un decreto la società Thomson a cedere Thomson Electroménager (TEM) al Crédit national e alla sociétà italiana El.Fi S.p.A., filiale del gruppo Elettro Finanziaria S.p.A.
Con la cessione di Thomson Electroménager (TEM), il gruppo Thomson non produce più elettrodomestici, che erano commercializzati con il marchio Brandt.

## Attività
La Hotchkiss-Brandt produceva elettrodomestici ed armamenti (Brandt), macchine da cucito e proiettori cinematografici (M.I.P) e veicoli e armamenti (Hotchkiss). La CFTH produceva elettronica professionale (militare) ed elettronica di consumo.
Con la creazione della Thomson-Brandt (nel 1966) e della Thomson-CSF (nel 1968), le attività nel settore elettronico sono state separate; la prima si concentra negli elettrodomestici (con il marchio Brandt) e nell'elettronica di consumo (con il marchio Thomson Grand Public e poi Thomson Consumer Electronics) e la seconda nell'elettronica professionale anche a per usi militari.